# DeeJay Delta
DeeJay Delta, właśc. Łukasz Żelezny (ur. 23 marca 1981) – jeden z najbardziej znanych, polskich twórców szeroko pojętej muzyki drum and bass.
Aktywny od 1998 r., wcześniej (lata 1993–1998) działający na tzw. amigowej demoscenie. Znany między innymi ze współpracy z członkiem zespołu T.Love – Sidneyem Polakiem.

## Dyskografia
- Hipnoza (CD); Fantom Flight Recordings 2004
- Rigour EP (CD, EP); Foundname Records 2004
- Witch Hunt (File, MP3); Combat Recordings (2) 2005